# Liste des palais de la ville de Gênes
La  Liste des Palais de la ville de Gênes énumère essentiellement les structures d'intérêt historique et artistique qui ont été construites du temps de la république de Gênes. 

## Préambule
On compte une centaine d'édifices qui ont un patrimoine riche d'histoire artistique, architecturale et civile.
Les palais appartenaient aux meilleures familles génoises qui dans un premier temps acceptaient d'héberger les hautes personnalités accueillies par la ville et par la suite les mêmes habitations ont accueilli les voyageurs illustres qui incluaient le chef-lieu ligure dans leur Grand Tour culturel, touristique ou d'affaires.

## Les palais
L'énumération des palais à intérêt monumental de la ville de Gênes est établie sur deux listes établies chacune par ordre alphabétique:
- Une première liste des quarante-deux édifices des Rolli retenus dans le patrimoine de l'humanité de l'UNESCO.
- Une seconde liste non exhaustive d'édifices non retenus dans le patrimoine de l'humanité mais qui ont conservé leur structure originelle.

Liste des quarante-deux édifices retenus dans le patrimoine de l'humanité de l'UNESCO
|    | Propriétaire du palais                 | Situation                  | Lien                                                  |
| -- | -------------------------------------- | -------------------------- | ----------------------------------------------------- |
| 1  | Antonio Doria                          | Largo Lanfranco, 1         | Palazzo Doria-Spinola                                 |
| 2  | Clemente Della Rovere                  | Piazza Rovere, 1           | Palazzo Clemente Della Rovere                         |
| 3  | Tomaso Spinola                         | Salita S. Caterina, 3      | Palazzo Tommaso Spinola                               |
| 4  | Giorgio Spinola                        | Salita S. Caterina, 4      | Palazzo Giorgio Spinola                               |
| 7  | Paolo e Nicolò Interiano               | Piazza Fontane Marose, 2   | Palazzo Paolo Battista e Niccolò Interiano            |
| 5  | Agostino Ayrolo                        | Piazza Fontane Marose, 3-4 | Palazzo Ayrolo Negrone                                |
| 6  | Giacomo Spinola                        | Piazza Fontane Marose, 6   | Palazzo Giacomo Spinola                               |
| 8  | Agostino Pallavicini                   | Via Garibaldi, 1           | Palazzo Pallavicini-Cambiaso                          |
| 9  | Pantaleo Spinola                       | Via Garibaldi, 2           | Palazzo Pantaleo Spinola                              |
| 10 | Franco Lercari                         | Via Garibaldi, 3           | Palais Lercari-Parodi                                 |
| 11 | Tobia Pallavicini                      | Via Garibaldi, 4           | Palais Tobia-Pallavicino                              |
| 12 | Angelo Giovanni Spinola                | Via Garibaldi, 5           | Palazzo Angelo Giovanni Spinola                       |
| 13 | Gio Battista Spinola                   | Via Garibaldi, 6           | Palazzo Gio Battista Spinola                          |
| 14 | Nicolosio Lomellini                    | Via Garibaldi, 7           | Palazzo Podestà                                       |
| 15 | Lazzaro e Giacomo Spinola              | Via Garibaldi, 8-10        | Palazzo Cattaneo-Adorno                               |
| 16 | Nicolò Grimaldi                        | Via Garibaldi, 9           | Palazzo Doria-Tursi                                   |
| 17 | Luca Grimaldi                          | Via Garibaldi, 11          | Palazzo Bianco                                        |
| 18 | Baldassarre Lomellini                  | Via Garibaldi, 12          | Palazzo Baldassarre Lomellini                         |
| 19 | Rodolfo e Francesco Brignole Sale      | Via Garibaldi, 18          | Palazzo Rosso                                         |
| 20 | Gerolamo Grimaldi                      | Salita S. Francesco, 4     | Palazzo Gerolamo Grimaldi                             |
| 21 | Gio Carlo Brignole                     | Piazza Meridiana, 2        | Palazzo Gio Carlo Brignole                            |
| 22 | Bartolomeo Lomellini                   | Largo Zecca, 4             | Palazzo Bartolomeo Lomellino                          |
| 23 | Stefano Lomellini                      | Via Cairoli, 18            | Palazzo Lomellini-Doria Lamba                         |
| 24 | Giacomo Lomellini e Cattaneo De Marini | Largo Zecca, 2             | Palazzo Giacomo Lomellini e Palazzo De Marini-Spinola |
| 25 | Antoniotto Cattaneo                    | Piazza della Nunziata, 2   | Palais Belimbau                                       |
| 26 | G. Agostino Balbi                      | Via Balbi,1                | Palazzo Durazzo-Pallavicini                           |
| 27 | Gio Francesco Balbi                    | Via Balbi, 2               | Palazzo Gio Francesco Balbi                           |
| 28 | Giacomo e Pantaleo Balbi               | Via Balbi, 4               | Palazzo Balbi-Senarega                                |
| 29 | Francesco Balbi Piovera                | Via Balbi, 6               | Palais Francesco Maria Balbi Piovera                  |
| 30 | Stefano Balbi                          | Via Balbi, 10              | Palazzo Reale                                         |
| 31 | Giorgio Centurione                     | Via Lomellini, 5           | Palazzo Giorgio Centurione                            |
| 32 | Cosma Centurione                       | Via Lomellini, 8           | Palazzo Cosma Centurione                              |
| 33 | Cipriano Pallavicini                   | Piazza Fossatello, 2       | Palazzo Cipriano Pallavicini                          |
| 34 | Gio Battista Centurione                | Piazza Fossatello, 3       | Palazzo Gio Battista Centurione                       |
| 35 | Nicolò Spinola                         | Via S. Luca, 14            | Palazzo Nicolò Spinola                                |
| 36 | Francesco Grimaldi                     | Piazza Pellicceria, 1      | Palazzo Spinola di Pellicceria                        |
| 37 | Gio Battista Grimaldi                  | Vico S. Luca, 4            | Palazzo Gio Battista Grimaldi                         |
| 38 | Gio Battista Grimaldi                  | Piazza S. Luca, 2          | Palazzo Gio Battista Grimaldi                         |
| 39 | Ambrogio De Nigro                      | Via S. Luca, 2             | Palazzo Ambrogio Di Negro                             |
| 40 | Stefano De Mari                        | Via S. Luca, 5             | Palazzo Stefano De Mari                               |
| 41 | Emanuele Filiberto Di Negro            | Via al Ponte Reale, 2      | Palazzo Emanuele Filiberto Di Negro                   |
| 42 | Croce De Marini                        | Piazza De Marini, 1        | Palazzo De Marini-Croce                               |

Liste des édifices qui conservent encore leur structure originale non retenus dans le patrimoine de l'humanité de l'UNESCO
|    | Propriétaire du palais            | Localisation                       | Lien                                         |
| -- | --------------------------------- | ---------------------------------- | -------------------------------------------- |
| 1  | Ottavio Imperiale                 | Campetto, 2                        | Palazzo Ottavio Imperiale                    |
| 2  | Gio. Vincenzo Imperiale           | Campetto, 8A                       | Palazzo Gio Vincenzo Imperiale               |
| 3  |                                   | Largo G. A. Sanguineti, 11         | Palazzo Senarega-Zoagli                      |
| 4  |                                   | Piazza Cattaneo, 26                | Palazzo Cattaneo Della Volta                 |
| 5  | Giulio Pallavicini                | Piazza De Ferrari, 2               | Palazzo Giulio Pallavicini                   |
| 6  | Agostino Spinola                  | Piazza De Ferrari, 3               | Palais Agostino Spinola                      |
| 7  | Pietro Durazzo                    | Piazza De Marini 4,                | Palazzo Pietro Durazzo                       |
| 8  | Nicolò Lomellini                  | Piazza della Nunziata, 5           | Palazzo Nicolò Lomellini                     |
| 9  | Cristoforo Spinola                | Piazza della Nunziata, 6           | Palazzo Cristoforo Spinola                   |
| 10 | Bernardo e Giuseppe De Franchi    | Piazza della Posta Vecchia, 2      | Palazzo Bernardo e Giuseppe De Franchi       |
| 11 | Agostino De Franchi               | Piazza della Posta Vecchia, 3      | Palazzo Agostino De Franchi                  |
| 12 | Domenico Grillo                   | Piazza delle Vigne, 4              | Palazzo Domenico Grillo                      |
| 13 |                                   | Piazza delle Vigne, 6              | Palazzo Agostino Doria                       |
| 14 | Pietro Spinola                    | Piazza di Pellicceria, 3           | Palazzo Pietro Spinola di San Luca           |
| 15 | Giulio Sale                       | Piazza Embriaci, 5                 | Palazzo Giulio Sale                          |
| 16 |                                   | Piazza Fontane Marose, 1           | Palazzo Spinola di Luccoli-Balestrino        |
| 17 | Marc'Antonio Giustiniani          | Piazza Giustiniani, 6              | Palazzo Marcantonio Giustiniani              |
| 18 | Lorenzo Cattaneo                  | Piazza Grillo Cattaneo, 1          | Palazzo Lorenzo Cattaneo                     |
| 19 | Lazzaro Grimaldi                  | Piazza Inferiore di Pellicceria, 1 | Palazzo Lazzaro Grimaldi                     |
| 20 |                                   | Piazza Luccoli, 2                  | Palazzo De Mari                              |
| 21 |                                   | Piazza Pinelli, 2                  | Palazzo Pinelli-Parodi                       |
| 22 | Agostino e Giacomo Salvago        | Piazza San Bernardo, 26            | Palazzo Agostino e Giacomo Salvago           |
| 23 | Paolo De Benedetti                | Piazza San Donato, 21              | Palazzo Paolo De Benedetti                   |
| 24 |                                   | Piazza San Giorgio 32              | Palazzo Basadonne                            |
| 25 | Giorgio Doria                     | Piazza San Matteo, 14              | Palazzo Giorgio Doria                        |
| 26 | Marc'Aurelio Rebuffo              | Piazza Santa Sabina, 2             | Palazzo Marc'Aurelio Rebuffo                 |
| 27 | Antonio Sauli                     | Piazza Sauli, 3                    | Palazzo Antonio Sauli                        |
| 28 | Gio. Batta Senarega               | Piazza Senarega, 1                 | Palazzo Gio Batta Senarega                   |
| 29 |                                   | Salita di San Matteo, 19           | Palazzo Doria-Danovaro                       |
| 30 |                                   | Salita di Santa Caterina, 1        | Palazzo Spinola di Luccoli-Cervetto          |
| 31 | Luciano Spinola                   | Salita di Santa Caterina, 2        | Palazzo Luciano Spinola di Luccoli           |
| 32 |                                   | Salita di Santa Caterina, 5        | Palazzo Spinola-Celesia                      |
| 33 | Agostino e Benedetto Viale        | Salita Pollaioli, 12               | Palazzo Agostino e Benedetto Viale           |
| 34 |                                   | Via A. Gramsci, 3                  | Palazzo Lomellini-Serra                      |
| 35 |                                   | Via al Ponte Calvi, 3              | Palazzo Pallavicini-Fabiani                  |
| 36 |                                   | Via al Ponte Reale, 1              | Palazzo Adorno                               |
| 37 |                                   | Via Canneto il Lungo, 6            | Palazzo De Franchi-Pittaluga                 |
| 38 | Gio. Andrea Cicala                | Via Canneto il Lungo, 17           | Palazzo Gio Andrea Cicala                    |
| 39 | Agostino Calvi Saluzzo            | Via Canneto il Lungo, 21           | Palazzo Agostino Calvi Saluzzo               |
| 40 |                                   | Via Canneto il Lungo, 27           | Palazzo Fieschi-Crosa di Vergagni            |
| 41 | Gio. Battista Saluzzo             | Via Chiabrera, 7                   | Palazzo Gio Battista Saluzzo                 |
| 42 |                                   | Via David Chiossone, 4             | Palazzo Grimaldi                             |
| 43 |                                   | Via David Chiossone, 14            | Palazzo Doria-Serra                          |
| 44 |                                   | Via degli Orefici, 7               | Palazzo Lercari-Spinola                      |
| 45 | Gaspare Basadonne                 | Via dei Giustiniani, 3             | Palazzo Gaspare Basadonne                    |
| 46 | Vincenzo Giustiniani Banca        | Via dei Giustiniani, 11            | Palazzo Vincenzo Giustiniani Banca           |
| 47 | Antonio Doria Invrea              | Via del Campo, 9                   | Palazzo Antonio Doria Invrea                 |
| 48 | Bartolomeo Invrea                 | Via del Campo, 10                  | Palazzo Bartolomeo Invrea                    |
| 49 |                                   | Via del Campo, 12                  | Palazzo Durazzo-Cattaneo Adorno              |
| 50 | Francesco Borsotto                | Via della Maddalena, 29            | Palazzo Francesco Borsotto                   |
| 51 | Jacopo Spinola                    | Via della Posta Vecchia, 16        | Palazzo Jacopo Spinola                       |
| 52 |                                   | Via Luccoli, 22                    | Palazzo Tommaso Franzone                     |
| 53 |                                   | Via Luccoli, 23                    | Palazzo Nicolò Spinola di Luccoli            |
| 54 | Filippo Lomellini                 | Via Paolo Emilio Bensa, 1          | Palazzo Filippo Lomellini                    |
| 55 | Marc'Antonio Sauli                | Via San Bernardo, 19               | Palazzo Marcantonio Sauli                    |
| 56 |                                   | Via San Bernardo, 21               | Palazzo Giustiniani (Genova)                 |
| 57 | Giovanni Battista Centurione      | Via San Lorenzo, 5                 | Palazzo Centurione-Gavotti                   |
| 58 |                                   | Via San Lorenzo, 8                 | Palazzo Durazzo-Zoagli                       |
| 59 | Bendinelli Sauli                  | Via San Lorenzo, 12                | Palazzo Bendinelli Sauli                     |
| 60 | Sinibaldo Fieschi                 | Via San Lorenzo, 17                | Palazzo Sinibaldo Fieschi                    |
| 61 | Orazio e G. Fran.co De Franceschi | Via San Lorenzo, 19                | Palazzo Orazio e Gio Francesco De Franceschi |
| 62 |                                   | Via San Luca, 6                    | Palazzo Spinola di San Luca                  |
| 63 |                                   | Via San Luca, 15                   | Palazzo Spinola di San Luca-Gentile          |
| 64 | Gerolamo Pallavicini              | Via XXV Aprile, 12                 | Palazzo Gerolamo Pallavicini                 |
| 65 | Giovanni Garibaldi                | Vico Carmagnola, 7                 | Palazzo Giovanni Garibaldi                   |
| 66 |                                   | Vico dei Ragazzi, 6                | Palazzo Sauli                                |
| 67 |                                   | Vico del Fieno, 2                  | Palazzo Chiavari-Calcagno                    |
| 68 | Brancaleone Grillo                | Vico Delle Mele, 6                 | Palazzo Brancaleone Grillo                   |
| 69 |                                   | Vico Falamonica, 1                 | Palazzo Doria-Centurione                     |
| 70 | Nicola Grimaldi                   | Vico San Luca, 2                   | Palazzo Nicola Grimaldi                      |
| 71 |                                   | Vico Scuole Pie, 1                 | Palazzo Cicala-Raggio                        |
| 72 |                                   | Piazza Matteotti                   | Palazzo Ducale                               |
| 72 | Autorités portuaires              | Piazza Caricamento                 | Palazzo San Giorgio                          |

## Vues

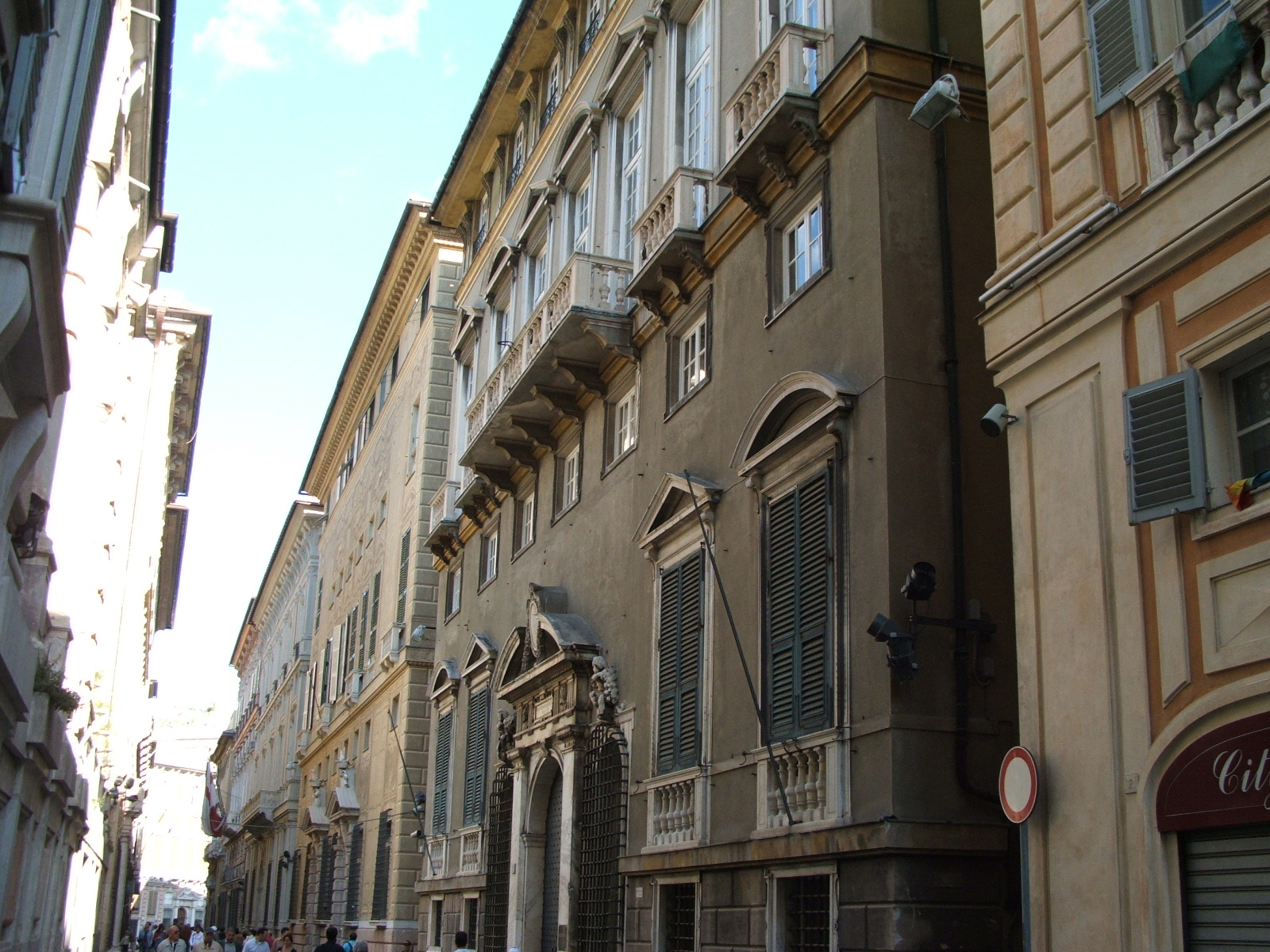
Perspective de la  via Garibaldi.
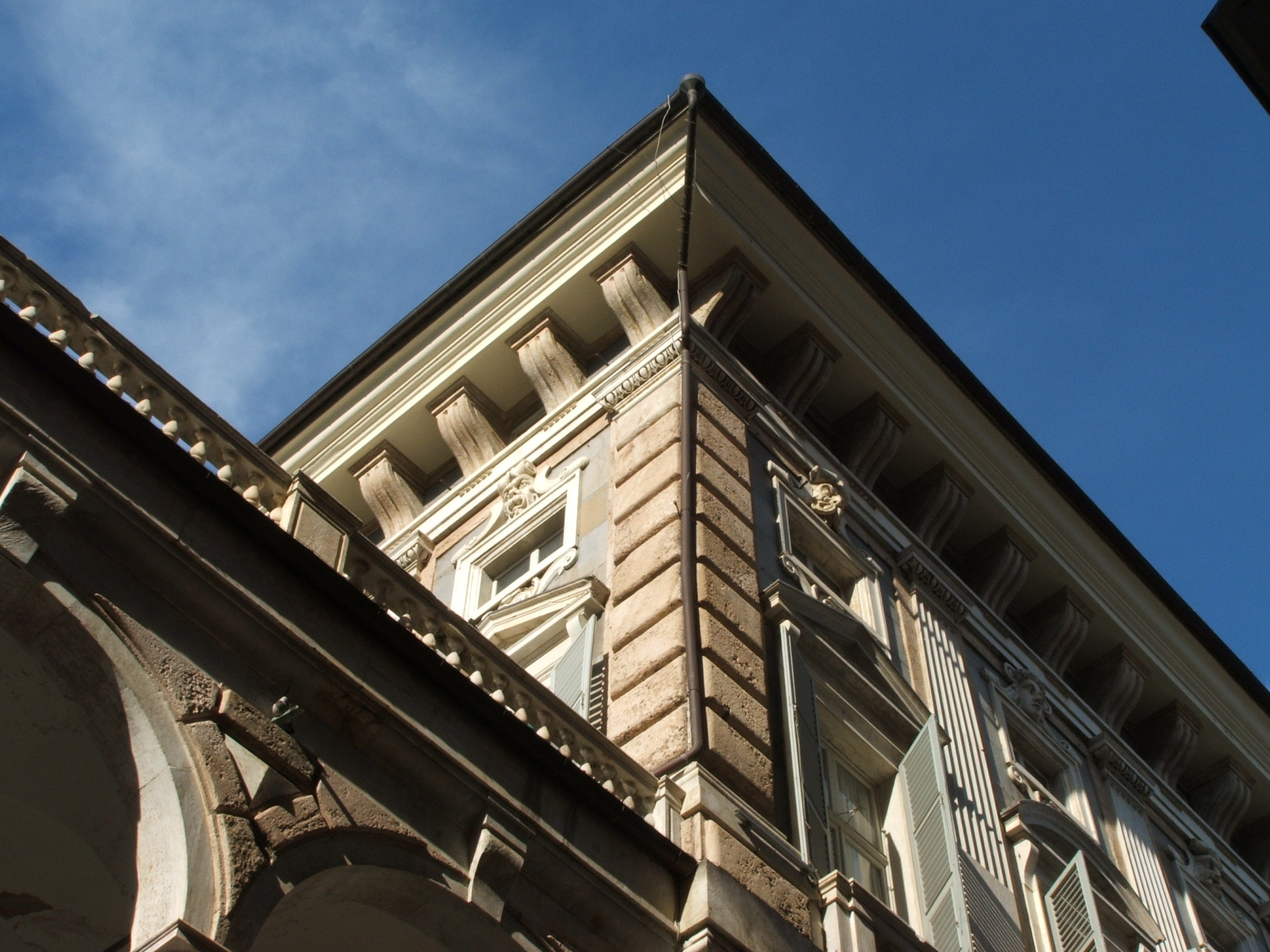
Palais via Garibaldi.
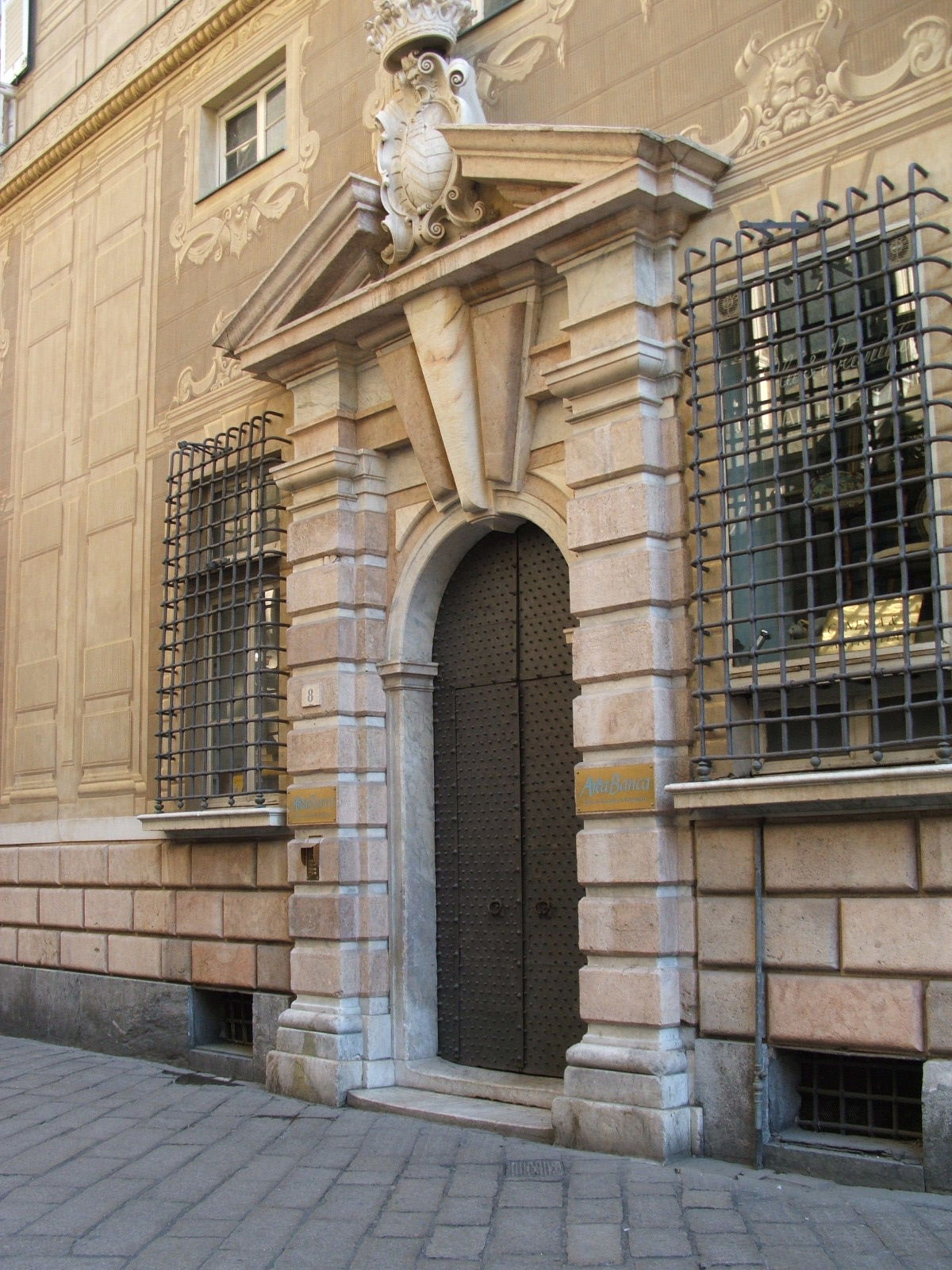
Portail de palais via Garibaldi.
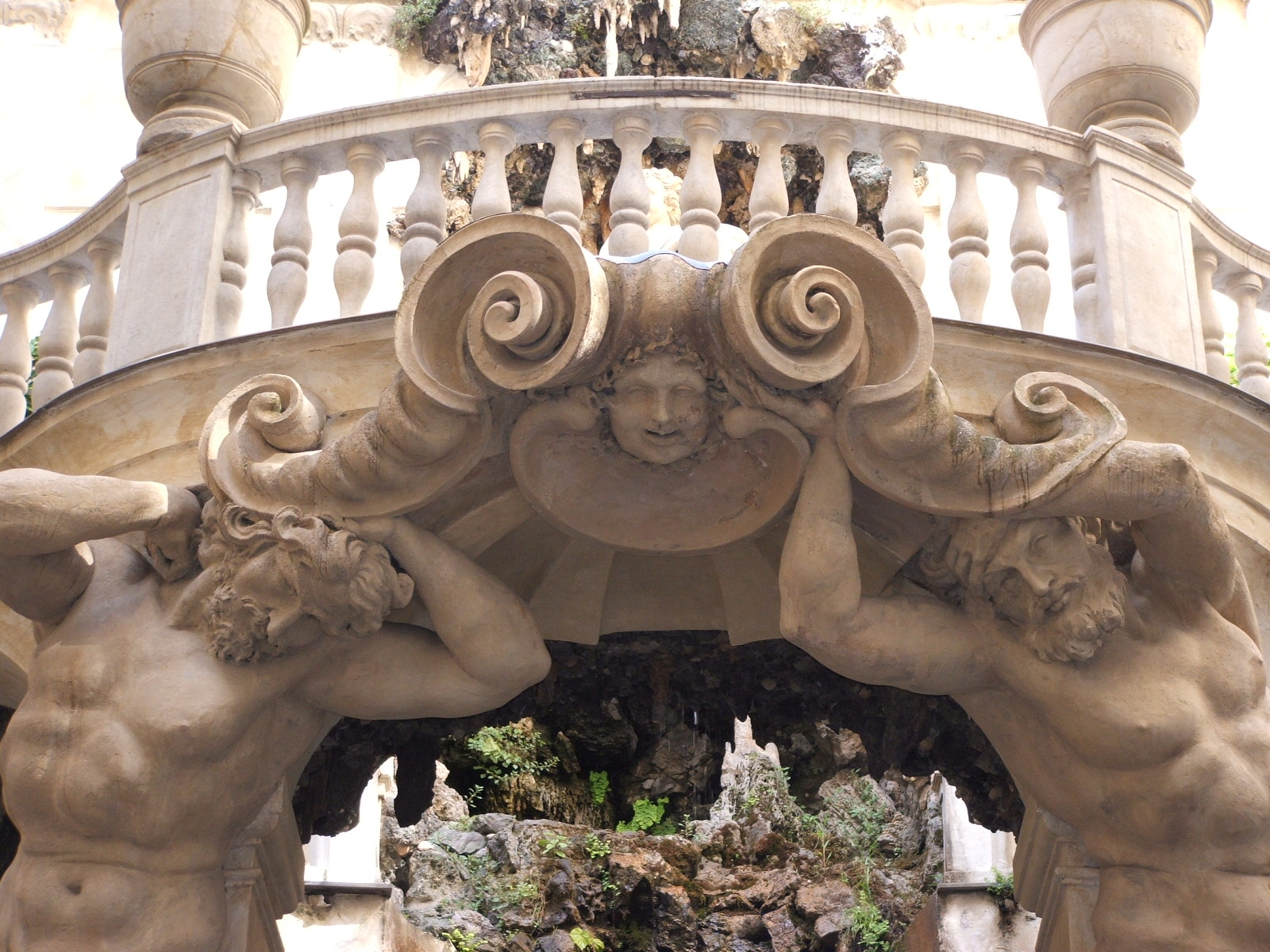
Jardin avec nymphes et statues du Palazzo Podestà.
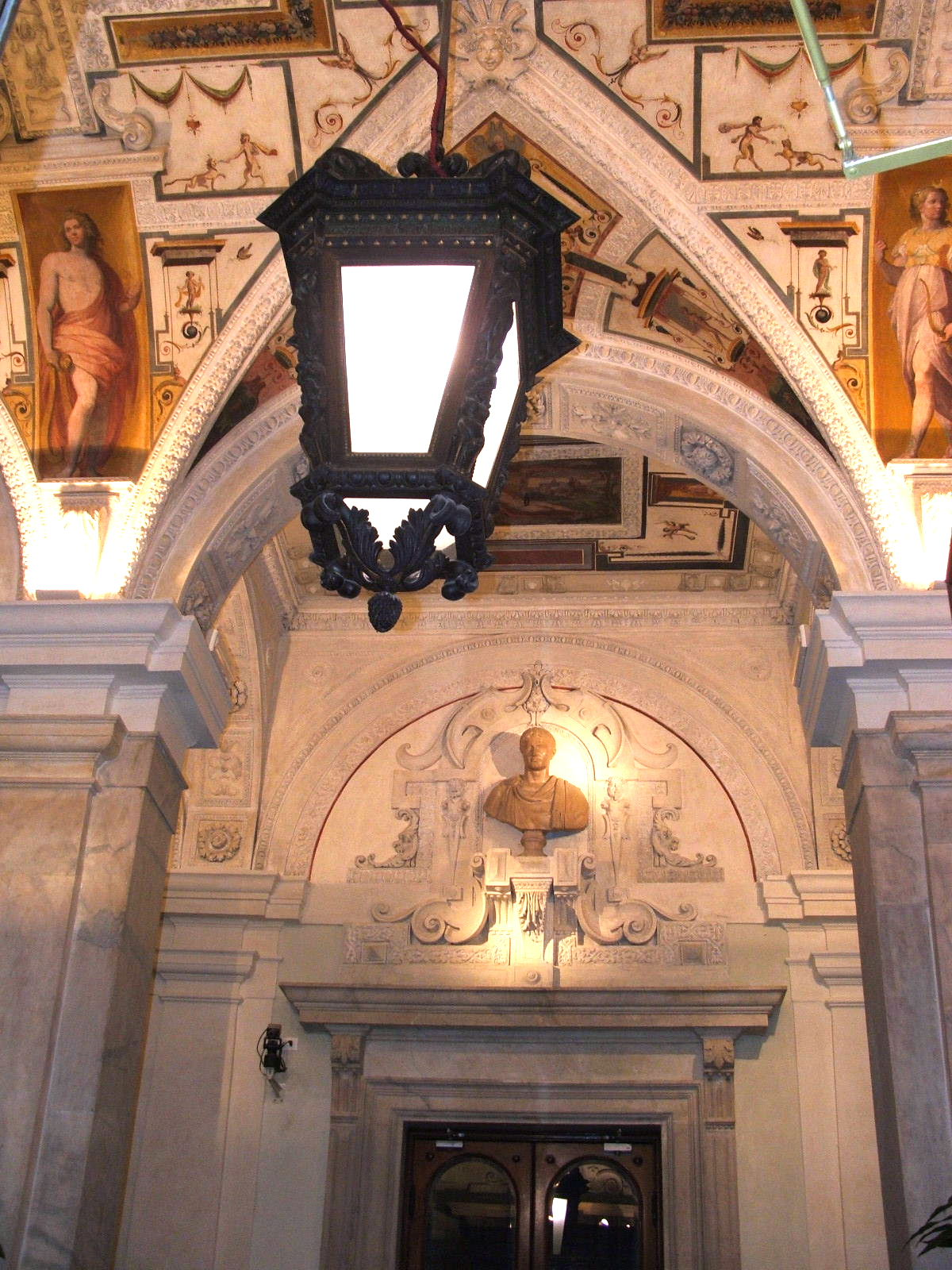
Atrium du Palazzo Carrega Cataldi.